# 再現役
再現役（さいげんえき）は、大日本帝国海軍下士官および兵が、現役年限に達したのち志願によってひきつづき現役に服することである。

## 概要
2年を1期として、現役定限年齢（下士官40歳、兵35歳）に達するまで数次、これを許可することができる。

### 再服役
陸軍においては海軍の再現役に相当するものは「再服役」と称する。
陸軍下士官で現役年限に達したのち再服役を志願するときは現役定限年齢（歩、騎、砲、工、航空および輜重兵科の隊付下士官は40年、ただし砲、工兵諸工長を除く。その他の下士官は45年）に満ちる日まで数次、許可することができる。
しかし前現役を通じて4年以上服役した現役下士官で成績の不良な者は現役満期とすることができる。
憲兵上等兵は前服役期間を通算して4年の現役に服務したのち、
また楽手補は命じられた年の12月1日から起算して5年の現役に服務したのち、
志願によって現役を延長することができる。
この場合、年齢の明文が無いが、法理上、40歳と解するべきであるとされ、
しかし事実上この場合、下士官に進級するであろうから、法規的な問題は生じないであろうとされた。